# 獨立鎮區 (伊利諾伊州薩林縣)
獨立鎮區（英語：Independence Township）是位於美國伊利諾伊州薩林縣的一個行政鎮區。

## 地方資料
根據2010年美國人口普查的數據，獨立鎮區的面積為96.80平方千米，當中陸地面積為95.50平方千米，而水域面積為1.30平方千米。當地共有人口1088人，而人口密度為每平方千米11.24人。